# شهلا سرشار
شهلا سرشار خواننده موسیقی پاپ موسیقی سنتی موسیقی کلاسیک ایرانی است.

## زندگی‌نامه
شهلا سرشار سال۲۵۱۴ شاهنشاهی(۱۳۳۴ خورشیدی) در یک خانواده یهودی در همدان متولد شد. وی آواز خواندن را تا حد حرفه‌ای در مدرسه معتبر موسیقی ایران تحت نظر محمود کریمی ادامه داد. شهلا سرشار مدال طلای بهترین خواننده زن را در اردوی‌های تابستانی رامسر برای پنج سال متوالی از دست فرح پهلوی گرفت.

## بعد از انقلاب
با آغاز دهه ۸۰ میلادی و به موازات مهاجرت به آمریکا فعالیت هنری خود را با همکاری گروه گلها به سرپرستی استاد فرید فرجاد از سرگرفت.

## همکاران
شهلا سرشار با ترانه سرایان و آهنگسازان بزرگ ایران همچون هما میرافشار، محمد حیدری، بیژن سمندر، جهانبخش پازوکی، ایرج رزمجو و … همکاری داشته‌است.

## همکاری هنری
شهلا سرشار در چندین فستیوال جهانی موسیقی شرکت کرده است. ازجمله شرکت در کنسرتی به همت استاد مرتضی نی داوود که در بدیهه‌گویی بیات ترک شهلا سرشار را بسیار تکریم نمود. همکاری او با پاتریک اوهرن در آلبوم عصر جدید (به انگلیسی: new age) (Patrick O Hearn - Hear Our Prayer) برای صلح جهانی از نقاط برجسته در کارنامه هنری اوست.

## آلبوم‌ها
- قناری
- دختر قوچانی
- یاهو
- قیامت
- قسم
- اعتراف
- کبوتر عشق
- عاشقانه با دلم رفتار کن
- گلزار

## ترانه‌شناسی

### قناری (۱۳۷۱)
| نام ترانه  | ترانه‌سرا     | آهنگساز    | تنظیم      |
| ---------- | ------------ | ---------- | ---------- |
| خاله رو رو | هما میرافشار | محلی       | فرید فرجاد |
| قناری      | هما میرافشار | محمد حیدری |            |
| غم عشق     | هما میرافشار | فرید فرجاد | فرید فرجاد |
| بی بی سبزه | محلی         | محلی       | فرید فرجاد |
| زمونه      | محلی         | محلی       | فرید فرجاد |
| دل         | امیر         | حسین واثقی | شیوا       |

### دختر قوچانی (۱۳۷۴)
| نام ترانه          | ترانه‌سرا     | آهنگساز      | تنظیم      | سال انتشار |
| ------------------ | ------------ | ------------ | ---------- | ---------- |
| لیلا               | محلی         | محلی         | فرید فرجاد | ۱۳۶۴       |
| دلبر               | محلی         | محلی         | فرید فرجاد | ۱۳۶۴       |
| دختر قوچانی        | محلی         | محلی         | فرید فرجاد | ۱۳۶۴       |
| نخلستون            | بیژن سمندر   | شیوا         | شیوا       | ۱۳۶۵       |
| بهار بهارون        | منیره طه     | منیره طه     |            | ۱۳۶۵       |
| چین زلف            | هما میرافشار | فرهنگ شریف   | محمد حیدری | ۱۳۷۰       |
| خال هندو           | محلی بجنوردی | محلی بجنوردی | آندرانیک   | ۱۳۷۰       |
| شب آیم             | محلی شیرازی  | محلی شیرازی  | آندرانیک   | ۱۳۷۰       |
| رقص ایرانی (موزیک) |              |              | فرید فرجاد | ۱۳۶۳       |
| ای ایران (موزیک)   |              |              | فرید فرجاد | ۱۳۶۳       |

### یا هو (۱۳۷۳)
| نام ترانه     | ترانه‌سرا    | آهنگساز       | تنظیم      | سال انتشار |
| ------------- | ----------- | ------------- | ---------- | ---------- |
| یا هو         | مولانا      | فرید فرجاد    | احمد پژمان | ۱۳۶۳       |
| آشنای دل      | یحیی مسجدی  | فرید فرجاد    | احمد پژمان | ۱۳۶۳       |
| شکوه دل       | اسد تهرانی  | فرید فرجاد    | احمد پژمان | ۱۳۶۳       |
| وداع          | اسد تهرانی  | احمد پژمان    | احمد پژمان | ۱۳۶۳       |
| دل من         | ایرج رزمجو  | احمد پژمان    | احمد پژمان | ۱۳۶۳       |
| سبزه یار      | محلی        | فرید فرجاد    | فرید فرجاد | ۱۳۶۴       |
| شهر غریب      | مسعود امینی | محمود قراملکی | فرید فرجاد | ۱۳۶۴       |
| یا رب         | ایرج طاهری  | ایرج طاهری    | فرید فرجاد | ۱۳۶۴       |
| شکسته خاطر    | تورج نگهبان | همایون خرم    | فرید فرجاد | ۱۳۶۴       |
| یا هو (موزیک) |             | فرید فرجاد    | فرید فرجاد | ۱۳۶۳       |

### قیامت (۱۳۶۸)
| نام ترانه      | ترانه‌سرا    | آهنگساز     | تنظیم      |
| -------------- | ----------- | ----------- | ---------- |
| قیامت          | ایرج رزمجو  | فرید فرجاد  | فرید فرجاد |
| واسونک         | محلی شیرازی | محلی شیرازی | فرید فرجاد |
| اگه پیشم بمونی | بندری       | بندری       | فرید فرجاد |
| ای عاشقان      | مولانا      | فرید فرجاد  | فرید فرجاد |
| تو دوری از برم | شیدا        | شیدا        | فرید فرجاد |

### قسم (۱۳۷۷)
| نام ترانه          | ترانه‌سرا      | آهنگساز        | تنظیم      | سال انتشار |
| ------------------ | ------------- | -------------- | ---------- | ---------- |
| خاطرخواه           | ژاکلین        | ژاکلین         | ژاکلین     | ۱۳۶۴       |
| دل دیوونه          | هما میرافشار  | شیوا           | شیوا       | ۱۳۶۵       |
| میگن که جنگه جنگه  | منیره طه      | منیره طه       | فرید فرجاد | ۱۳۶۵       |
| ماه من             | پژمان بختیاری | مرتضی نی داوود | فرید فرجاد | ۱۳۶۵       |
| باورم نمیشه        | هدیه          | فرید فرجاد     | فرید فرجاد | ۱۳۶۵       |
| قسم                | هما میرافشار  | فرهنگ شریف     | محمد حیدری | ۱۳۷۰       |
| پشیمون             | هما میرافشار  | فرهنگ شریف     | محمد حیدری | ۱۳۷۰       |
| سه گدار            | محلی بجنوردی  | محلی بجنوردی   | آندرانیک   | ۱۳۷۰       |
| عزیز بشین به کنارم | محلی          | محلی           | فرید فرجاد | ۱۳۶۴       |

### اعتراف (۱۳۷۴)
| نام ترانه  | ترانه‌سرا       | آهنگساز        | تنظیم      |
| ---------- | -------------- | -------------- | ---------- |
| نشکن نشکن  | هما میرافشار   | کاظم عالمی     | کاظم عالمی |
| غزل خوان   | هدیه           | محمد حیدری     | کاظم عالمی |
| دختر آفتاب | بیژن سمندر     | کاظم عالمی     | کاظم عالمی |
| اعتراف     | جهانبخش پازوکی | جهانبخش پازوکی | کاظم عالمی |
| گشت        | جهانبخش پازوکی | جهانبخش پازوکی | کاظم عالمی |
| پاییز      | تورج نگهبان    | همایون خرم     | کاظم عالمی |

### کبوتر عشق (۱۳۸۰)
| نام ترانه     | ترانه‌سرا     | آهنگساز      | تنظیم             |
| ------------- | ------------ | ------------ | ----------------- |
| کبوتر عشق     | هما میرافشار | محمد حیدری   | کاظم عالمی        |
| نازارک        | هما میرافشار | کاظم عالمی   | کاظم عالمی        |
| میخونه        | هما میرافشار | محلی شیرازی  | کاظم عالمی        |
| گریه های مستی | هما میرافشار | محمد حیدری   | کاظم عالمی        |
| به یاد هایده  | اسکندر آبادی | اسکندر آبادی | کاظم عالمی و سروژ |
| نازنین        | هما میرافشار | محلی کردی    | کاظم عالمی        |
| جدایی         | هما میرافشار | محمد حیدری   | کاظم عالمی        |

### عاشقانه با دلم رفتار کن (۱۳۷۷)
| نام ترانه               | ترانه‌سرا       | آهنگساز                       | تنظیم          |
| ----------------------- | -------------- | ----------------------------- | -------------- |
| مرد من                  | هما میرافشار   | محمد حیدری                    | منوچهر چشم آذر |
| گل اشک                  | هما میرافشار   | محلی با اضافاتی از کاظم عالمی | کاظم عالمی     |
| باغ دل                  | بیژن سمندر     | صادق نوجوکی                   | صادق نوجوکی    |
| عاشقانه با دلم رفتار کن | جهانبخش پازوکی | جهانبخش پازوکی                | کاظم عالمی     |
| کهنه شراب               | جهانبخش پازوکی | جهانبخش پازوکی                | کاظم عالمی     |
| صیاد                    | محلی خراسانی   | محلی خراسانی                  | کاظم عالمی     |

### گلزار (۱۳۸۴)
| نام ترانه | ترانه‌سرا       | آهنگساز        | تنظیم      |
| --------- | -------------- | -------------- | ---------- |
| ساقی      | سینا بیات      | سینا بیات      | امیر بدخش  |
| خوش قدم   | سینا بیات      | سینا بیات      | امیر بدخش  |
| دوست دارم | سینا بیات      | سینا بیات      |            |
| موج آتش   | بهادر یگانه    | همایون خرم     |            |
| عهد شکن   | قدیمی          | قدیمی          |            |
| بیا بندر  | سینا بیات      | سینا بیات      |            |
| شب عشق    | هما میرافشار   | حبیب‌الله بدیعی |            |
| گلزار     | جهانبخش پازوکی | جهانبخش پازوکی | کاظم عالمی |

### دل من
| نام ترانه         | ترانه‌سرا  | آهنگساز   | تنظیم        |
| ----------------- | --------- | --------- | ------------ |
| از امروز که گذشت  | احمد آزاد | احمد آزاد | دیوید گرشونی |
| عشق حقیقی         |           |           |              |
| وای به حالت       |           |           |              |
| مستم کن           | احمد آزاد | احمد آزاد | دیوید گرشونی |
| یاد اون روزا بخیر | احمد آزاد | احمد آزاد | کاظم عالمی   |
| عهد شکن           | احمد آزاد | احمد آزاد | کاظم عالمی   |

### بیا با هم بخونیم (۱۳۸۸)
| نام ترانه                  | ترانه‌سرا       | آهنگساز        | تنظیم      |
| -------------------------- | -------------- | -------------- | ---------- |
| بیا باهم بخونیم (با بهزاد) | جهانبخش پازوکی | جهانبخش پازوکی | کاظم عالمی |
| مرد سالار                  | جهانبخش پازوکی | جهانبخش پازوکی | کاظم عالمی |
| حالت چطوره                 | جهانبخش پازوکی | جهانبخش پازوکی | کاظم عالمی |
| وای وای                    | جهانبخش پازوکی | جهانبخش پازوکی | کاظم عالمی |
| مسافر                      | سینا بیات      | سینا بیات      | کاظم عالمی |

## تک ترانه‌ها
| سال انتشار | نام ترانه | ترانه‌سرا | آهنگساز        | تنظیم      |
| ---------- | --------- | -------- | -------------- | ---------- |
| اسفند ۱۳۹۶ | میگذره    | امیل     | جهانبخش پازوکی | کاظم عالمی |